# Aécio (general)
Flávio Aécio (em latim Flavius Aetius) (390 — 21 de setembro de 454), às vezes chamado simplesmente de Aécio, foi um duque, patrício, general e estadista romano, cognominado "o último dos Romanos" por causa de seu destemor e bravura em campo de batalha. Figura influente em todo o Império Romano do Ocidente durante o governo de Valentiniano III, defendeu a prefeitura pretoriana da Gália contra os francos e burgúndios, depois contribuiu à derrota de Átila nos Campos Cataláunicos. Foi assassinado por ordem do imperador Valentiniano III.
Aécio se destacou em sua posição por sua capacidade de pôr em ordem um império do Ocidente caótico e fragilizado, resultado de uma sucessão de líderes medíocres. Sua morte contribuiu em parte para o colapso do império, efetivada com a deposição do imperador Rômulo Augusto em 476, data convencionada para marcar o fim da Antiguidade e início da Idade Média.

## Biografia

### Família
Aécio nasceu em Durostoro (atual Silistra, na Bulgária), na província romana da Mésia. Seu pai, Gaudêncio, era um estimado general romano e mestre da cavalaria, descrito como nativo da província romana da Cítia Menor, razão pela qual a família mudou-se à Mésia. A mãe de Aécio, Aurélia, era uma dama rica e aristocrática de ascendência romana ou de alguma outra cidade da península itálica. Antes de 425, Aécio se casou com uma filha do ex-domésticos Carpílio, que lhe deu um filho, também chamado Carpílio. Mais tarde, em 432, se casou novamente, dessa vez com Pelágia, viúva do general Bonifácio, com quem teve um filho chamado Gaudêncio. É possível que ele também tivesse uma filha, cujo marido posteriormente vingaria a morte de Aécio matando o imperador Valentiniano III.

### Carreira inicial
Quando jovem, Aécio estava a serviço da corte imperial, alistado na unidade militar dos domésticos e depois elevado à posição de tribuno militar, potencializando sua futura entrada na política. Entre 405 e 408 ele foi mantido como refém na corte de Alarico I, rei dos visigodos. Em 408, Alarico pediu para manter Aécio como refém, mas foi recusado. Pouco tempo depois, porém, Aécio foi enviado à corte de Uldino, rei dos hunos. A educação de Aécio entre os bárbaros deu a ele um vigor marcial incomum entre militares romanos contemporâneos.
Em 423, o imperador ocidental Honório morreu. O influente patrício, Flávio Castino, escolheu o militar João como sucessor. João, no entanto, não era membro da dinastia de Teodósio II, portanto não foi reconhecido como imperador pela corte oriental. Teodósio, consequentemente, organizou uma expedição militar para o oeste, liderada por Ardabúrio e seu filho Áspar, para colocar seu primo, o jovem Valentiniano (sobrinho de Honório), no trono ocidental; João então enviou Aécio aos hunos, para pedir por assistência militar. João não tinha um exército muito forte e se fortificou em Ravena, onde foi morto no verão de 425. Pouco tempo depois, Aécio voltou à Itália com um grande exército huno, descobrindo que João havia sido executado e que o poder agora estava nas mãos de Valentiniano e sua mãe Gala Placídia; entretanto, Aécio atacou o exército de Áspar, forçando Gala Placídia a assinar um acordo. Ele despachou o exército huno e, em troca, recebeu o posto de mestre dos soldados da Gália, o comandante-chefe do exército romano na Gália.

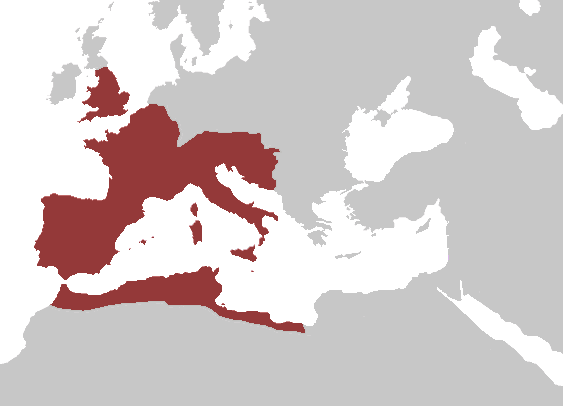
Império Romano Ocidental em 395

### Campanhas iniciais na Gália
Em 425, Aécio chegou ao sul da Gália e assumiu o comando do exército na região, tornando-se o comandante-chefe de todas as tropas estacionadas na Gália. Sua posição era, certamente, inferior à do mestre dos soldados Félix, mas sua influência sobre os contingentes auxiliares bárbaros garantiu certa segurança e autonomia, tornando-se rapidamente o homem mais influente da Gália.
Na época, Arelate, uma importante cidade da Gália Narbonense, localizada perto da foz do rio Ródano, estava sob cerco dos visigodos, liderados por seu rei Teodorico I. Aécio derrotou Teodorico, suspendeu o cerco de Arelate e expulsou os visigodos de volta às suas propriedades na Aquitânia. Em 428 ele lutou contra os francos sálios, derrotando seu rei Clódio e recuperando alguns territórios que estavam sob ocupação franca ao longo do Reno. Em 430, os visigodos liderados por atacaram Arelate novamente, mas foram derrotados por Aécio. Em maio de 430, Aécio e o exército da Gália acusaram Félix de conspirar contra ele e algumas fontes acreditam que Aécio matou ele, sua esposa e um diácono. Depois que Félix morreu, Aécio passou a ocupar o posto mais alto entre os mestres dos soldados, embora que ainda não tivesse recebido o título de patrício. Durante o ano 431, Aécio esteve em Récia e Nórica, derrotando os bagaudas em Augusta Vindelicorum, restabelecendo o domínio romano nos limes do Danúbio e fazendo campanha contra os Jutungos. Em 431 ele retornou à Gália, onde recebeu Idácio, bispo de Águas Flávias, que se queixou dos ataques dos suevos. Aécio então derrotou os francos, recapturando Turnaco e Cambríaco. Ele então enviou Idácio de volta para os suevos na Hispânia.

### Guerra com Bonifácio
Enquanto Aécio fazia campanha na Gália, havia uma luta contínua pelo poder entre Aécio, Félix, Bonifácio e Gala Placídia, mãe e regente do imperador Valentiniano. Em 427, enquanto Bonifácio estava fora como governador da África, Félix o fez cair em desgraça com Placídia. Bonifácio acabou eventualmente voltando ao favor de Placídia, mas somente depois que Félix enviou Sigisvulto e dois outros exércitos contra ele. Em 429, os vândalos exploraram essa luta pelo poder e cruzaram à África.

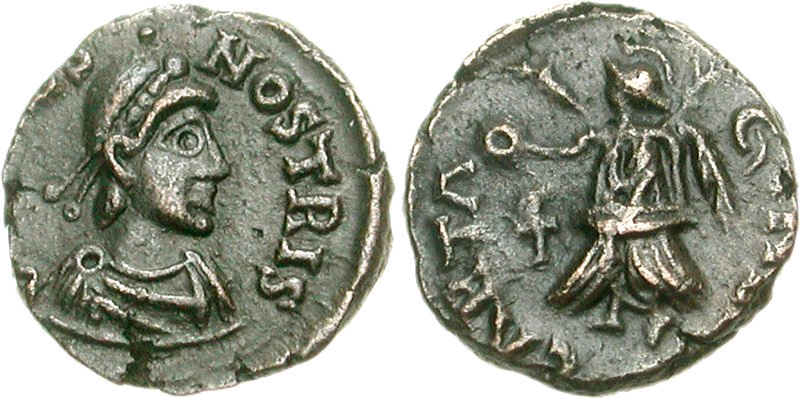
Moeda de Bonifácio, governador da Diocese da África (422-431)

Após a execução de Félix em 430, Aécio e Bonifácio permaneceram os generais mais influentes do império, ambos competindo constantemente pelo favor de Placídia. Em 432, Aécio ocupou o consulado, mas Bonifácio foi chamado de volta à Itália e Placícia o recebeu calorosamente. Bonifácio recebeu o posto de patrício, enquanto Aécio foi destituído de seu comando militar na Gália. Aécio, acreditando que sua queda agora era iminente, marchou contra Bonifácio e lutou contra ele na Batalha de Ravena. Bonifácio venceu a batalha, mas foi mortalmente ferido, morrendo alguns meses depois. Aécio escapou à Panônia e viajou à corte de seu amigo Ruga, rei dos hunos. Com a ajuda de Ruga, Aécio voltou ao poder, recebendo o título de mestre dos soldados. Aécio então comprou as propriedades de Bonifácio e se casou com sua viúva Pelágia.

### Campanhas contra invasores e rebeldes
De 433 a 450, Aécio foi a figura dominante no Império Romano Ocidental, obtendo o posto de magnificus vir parens patriusque noster e desempenhando o papel de "protetor" de Gala Placídia e Valentiniano III. Ao mesmo tempo, ele continuou a dedicar atenção à Gália. Em 436, os borgonheses do rei Gundacar foram derrotados e obrigados a aceitar a paz; no entanto, no ano seguinte, ele enviou federados hunos para destruí-los. Supostamente 20 000 borgonheses foram mortos em um massacre que provavelmente se tornou a base da Canção dos Nibelungos, um poema épico alemão. Naquele mesmo ano, Aécio reprimiu uma rebelião dos bagaudas, que estavam sendo comandados por um líder chamado Tibato. O ano de 437 viu seu segundo consulado e o casamento de Valentiniano e Licínia Eudóxia em Constantinopla; é provável que Aécio tenha participado da cerimônia, que marcou a restauração do governo direto do Imperador. Naquela época, seu general Litório havia quebrado o cerco de Narbona e virado a guerra a favor dos romanos. Os dois anos seguintes foram ocupados por uma campanha contra os suevos e pela guerra contra os visigodos; em 438, Aécio venceu uma grande batalha, mas em 439 os visigodos derrotaram e mataram Litório e seu comandante huno. Aécio retornou à Gália depois a situação se estabilizou, e logo derrotou os visigodos, obtendo um tratado de paz. Em seu retorno à Itália, ele foi homenageado por uma estátua erguida pelo Senado e pelo povo de Roma por ordem do Imperador.
Em 443, Aécio estabeleceu os borgonheses remanescentes em Sapáudia, ao sul do Lago de Genebra. Sua preocupação mais imediata na década de 440 era em relação aos problemas na Gália e na Península Ibérica, principalmente com os rebeldes bagaudas. Ele assentou os alanos em torno de Valence em 440.
Na Espanha, Aécio estava aos poucos perdendo o controle da situação. Em 441 nomeou Astúrio para o cargo de mestre dos soldados da Hispânia (comandante-geral do exército na Hispânia), a fim de derrubar os bagaudas da região. Ele foi chamado de volta e Merobaudes derrotou os bagaudas em 443. Em 445, os romanos fizeram os vândalos atacarem Turonio na Galécia, seguido por Vitus, que fez campanha com uma força combinada de romanos e godos em 446.
Os bagaudas na Armórica revoltaram-se novamente em 447 ou 448, e foram derrotados pelos alanos. Como resultado, o líder da revolta, Eudóxio, fugiu à corte de Átila, o Huno. Em 449, os bagaudas na Hispânia se revoltaram e saquearam Turiaso, Cécar Augusta e Ilerdenso. Os suevos também invadiram a Hispânia Tarraconense.

O possível trajeto percorrido pelas forças hunas em sua invasão da Gália, levando à Batalha dos Campos Cataláunicos

Em 445, Majoriano derrotou os francos que estavam cercando Turono, que começou após um ataque franco sob Clódio na região de Nemêtaco. Os federados foram encontrados em uma emboscada perto de Vico Helena, onde Aécio dirigiu as operações enquanto seu comandante Majoriano (mais tarde imperador) lutava com a cavalaria. No entanto, por volta de 450, Aécio já havia retornado a boas relações com os francos. Em 449, Clódio morreu, e o patrício apoiou o filho mais novo, Meroveu, pela sua reivindicação do trono franco.
Sua campanha militar mais notável, que o levou à história com a alcunha de "o último romano" foi a que travou justamente contra eles nos Campos Cataláunicos. Foi cônsul três vezes, uma distinção ímpar para um homem de origem comum. Recebeu o título de patrício em 433.

### Morte
Para infelicidade de Aécio, sua popularidade fez com que o imperador Valentiniano III, suspeitando de uma hipotética pretensão ao trono, ordenasse sua morte em 454, o que nas palavras de um conselheiro imperial, foi "como se sua mão direita fosse cortada pela esquerda". No ano seguinte, dois antigos oficiais de Aécio assassinaram o imperador durante um desfile militar. Atribui-se a Petrônio Máximo, o herdeiro e sucessor de Valentiniano III, a instigação para esses dois violentos atos.